# ام‌وی پلیکان
ام‌وی پلیکان (به انگلیسی: MV Pelikan) یک کشتی بود که طول آن ۳۵۲ فوت ۸ اینچ (۱۰۷٫۴۹ متر) بود. این کشتی در سال ۱۹۳۴ ساخته شد.